# پرستوی جنگلی بزرگ
پرستوی جنگلی بزرگ (نام علمی: Artamus maximus) نام یک گونه از تیره پرستوجنگلیان است.